# Kenny G (album)
Kenny G – debiutancki album saksofonisty Kenny’ego G, wydany w 1982 roku. Uplasował się on na miejscu #10 notowania Billboard Jazz Albums.

## Lista utworów
1. „Mercy, Mercy, Mercy” - 3:41
2. „Here We Are” - 4:15
3. „Stop and Go” - 3:31
4. „I Can't Tell You Why” - 4:12
5. „The Shuffle” - 4:24
6. „Tell Me” - 5:52
7. „Find a Way” - 4:34
8. „Crystal Mountain” - 0:39
9. „Come Close” - 2:54